# Spazio ultrametrico
In matematica, e più precisamente in topologia, uno spazio ultrametrico è uno speciale spazio metrico che soddisfa una versione rinforzata della disuguaglianza triangolare.

## Definizione
Uno spazio ultrametrico è un insieme di punti X con una funzione {\displaystyle d:X\times X\to \mathbb {R} } che soddisfi le seguenti proprietà per ogni x,y,z in X:
1. {\displaystyle d(x,y)\geq 0}
2. {\displaystyle d(x,y)=0} se e solo se {\displaystyle x=y}
3. {\displaystyle d(x,y)=d(y,x)}
4. {\displaystyle d(x,z)\leq \max\{d(x,y),d(y,z)\}}

La funzione d è detta ultrametrica (o supermetrica o metrica non archimedea).

## Esempi di spazi ultrametrici
- Un linguaggio formale, cioè un insieme di stringhe di lunghezza arbitraria su un dato alfabeto, munito della distanza che associa {\displaystyle 2^{-n}} a due stringhe che differiscono per la prima volta nell'n-esima posizione;
- I numeri p-adici con la metrica data da {\displaystyle d(x,y)=p^{-n}}, dove n è l'unico intero tale che {\displaystyle x-y=p^{n}(a/b)} (con a e b interi non divisibili per p). Tale spazio è anche completo;
- Lo spazio delle successioni complesse {\displaystyle (x_{n})_{n}} con la metrica indotta dalla funzione {\displaystyle |x|_{r}=\limsup _{n}|x_{n}|^{r_{n}}}, dove {\displaystyle (r_{n})_{n}} è una data successione reale decrescente a zero.

## Proprietà
Se x, y e z sono tre punti di uno spazio ultrametrico, non è possibile che le distanze tra due di essi siano tutte diverse. Infatti, se così fosse, tra di esse ci sarebbe un massimo, che evidentemente non potrebbe soddisfare la proprietà 4 della definizione. Per rendere intuitiva questa proprietà si può dire, un po' impropriamente, che in uno spazio ultrametrico tutti i triangoli sono isosceli.
Definendo inoltre la palla esattamente come in uno spazio metrico, cioè {\displaystyle B(x,r)=\{z\in X:d(x,z)<r\}} allora
- Ogni punto all'interno di una palla è il suo centro;
- Se due palle si intersecano, allora una è contenuta nell'altra;
- Tutte le palle sono sia aperte che chiuse nella topologia indotta;
- L'insieme delle palle di raggio r centrate nei punti di una palla chiusa avente lo stesso raggio forma una partizione di quest'ultima.